# José Gonzalvo Vives
José Gonzalvo Vives – hiszpański rzeźbiarz, malarz i rytownik pochodzący z Aragonii.
Wykształcenie artystyczne odebrał w Akademii Sztuk Pięknych San Carlos w Walencji, a następnie w Królewskiej Akademii Sztuk Pięknych św. Ferdynanda w Madrycie. Studia w zakresie rzeźby, malarstwa i grawerstwa ukończył z wyróżnieniem. Używał różnych materiałów do wykonania swoich rzeźb, najczęściej była to żelazna blacha.
Wrócił do swojego rodzinnego miasta Rubielos de Mora, gdzie otworzył autorski warsztat. W tym celu zakupił i odrestaurował budynek z 1610 roku, w którym obecnie znajduje się muzeum poświęcone jego twórczości.